# Dana Murray
Dana Murray é uma cineasta estadunidense. Foi indicada ao Oscar de melhor curta-metragem de animação na edição de 2018 pelo trabalho na obra Lou, ao lado de Dave Mullins.

## Filmografia
- 2017: Lou
- 2012: Brave
- 2015: Inside Out
- 2010: Kilo
- 2009: Up
- 2007: Ratatouille
- 2006: Lifted
- 2005: One Man Band
- 2005: Jack-Jack Attack
- 2003: Finding Nemo
- 2003: Making 'Nemo'

## Prêmios e indicações
- 2018: Oscar de melhor curta-metragem de animação
- 2018: Golden Gate do Festival Internacional de Cinema de San Francisco
- 2018: Grande Júri do South by Southwest (SXSW)